# Club Athenaeum
Pour les articles homonymes, voir Athénée.
Le Club Athenaeum (en anglais Athenaeum Club) est un gentlemen's club de Londres. Fondé en 1824, il a accueilli des personnalités connues, comme Humphry Davy, qui en fut le premier président, ou Michael Faraday, qui fut le premier secrétaire.

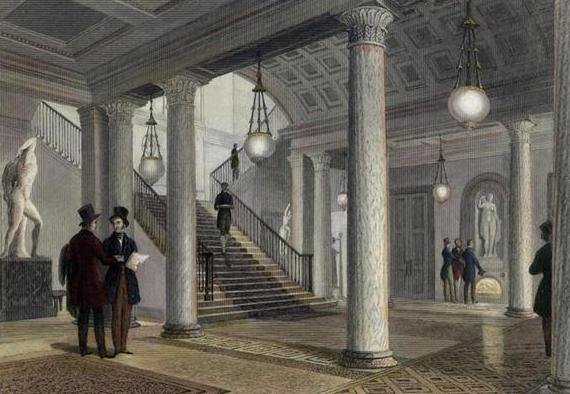
Hall d'entrée du club Athenaeum (gravure de 1845).

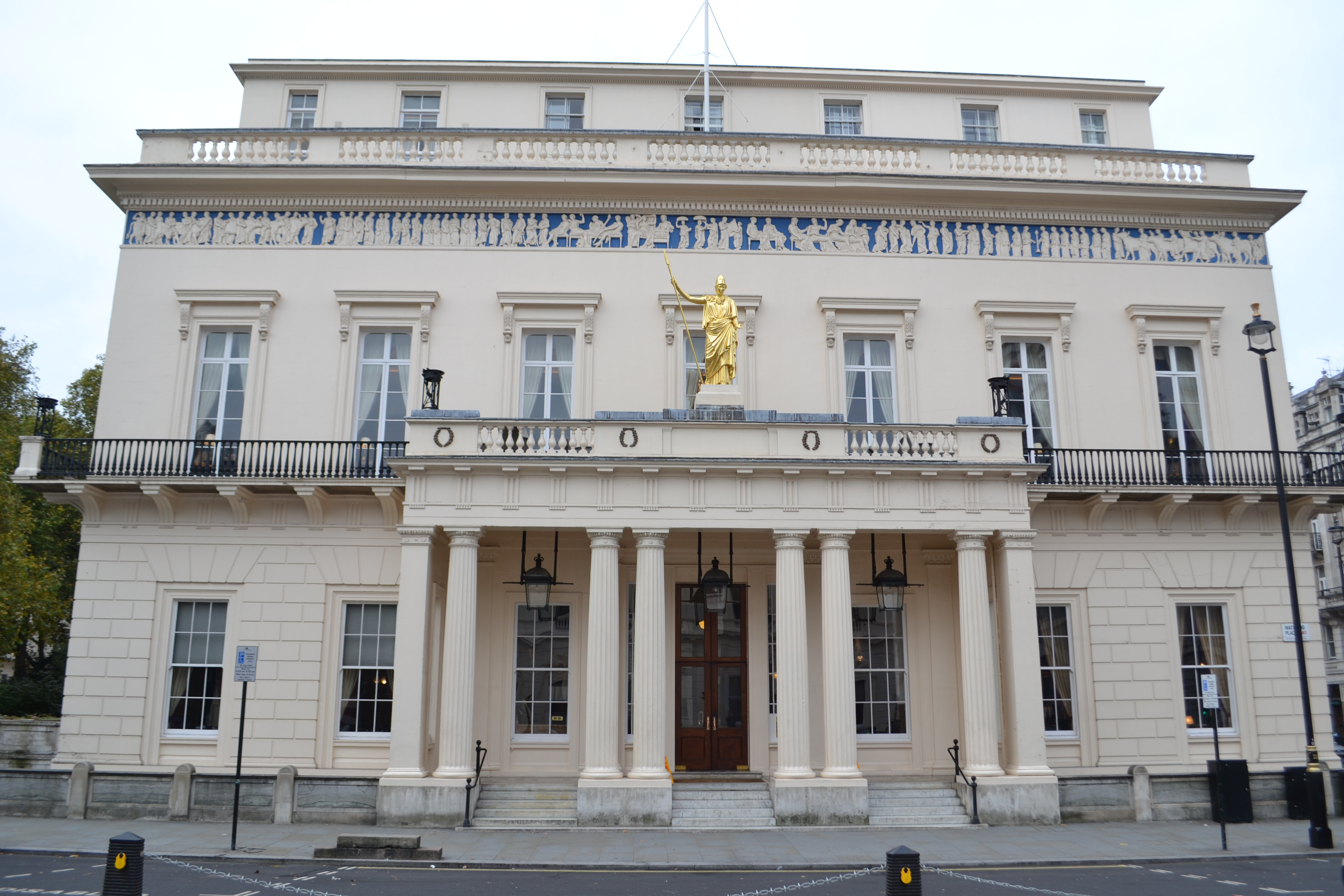
La façade du club sur Waterloo Place en 2015.

L'établissement de style néoclassique (situé au 107, Pall Mall, au coin de la Waterloo Place) a été conçu par Decimus Burton, alors âgé de seulement 24 ans. Il comprend un portique dorique au-dessus duquel se trouve une statue de la déesse classique de la sagesse, Athéna. La frise en bas-relief est une copie de celle du Parthénon, à Athènes. Au premier étage, on trouve une vaste bibliothèque, une salle à manger connue sous le nom de la salle du café (Coffee Room), la salle de la matinée, un salon. Le club propose également un fumoir nouvellement restauré, où il est interdit de fumer, et une suite de chambres à coucher.
Les femmes sont admises depuis 2002.